# Dora Bakoyannis
Dora Bakoyannis (grekiska: Ντόρα Μπακογιάννη), född 6 maj 1954 i Aten, Grekland, är en grekisk politiker, fram till år 2010 medlem i Νέα Δημοκρατία (Nea Dimokratia). Hon var borgmästare i Aten 2003–2006 och Greklands utrikesminister från 15 februari 2006 till 6 oktober 2009.

## Privatliv
Dora Bakoyannis är dotter till den tidigare premiärministern Konstantinos Mitsotakis, som var ledare för partiet Nea Dimokratia. I december 1974 gifte hon sig med Pavlos Bakoyannis. Hennes make mördades 1989 i en terrorattack.